# بریسای چویگنی
بریسای چویگنی (به فرانسوی: Brissay-Choigny) یک کمون در فرانسه است که در ان (ا-دو-فرانس) واقع شده‌است. بریسای چویگنی ۸٫۹۸ کیلومتر مربع مساحت دارد ۷۶ متر بالاتر از سطح دریا واقع شده‌است.